# Austriacka Służba Pamięci

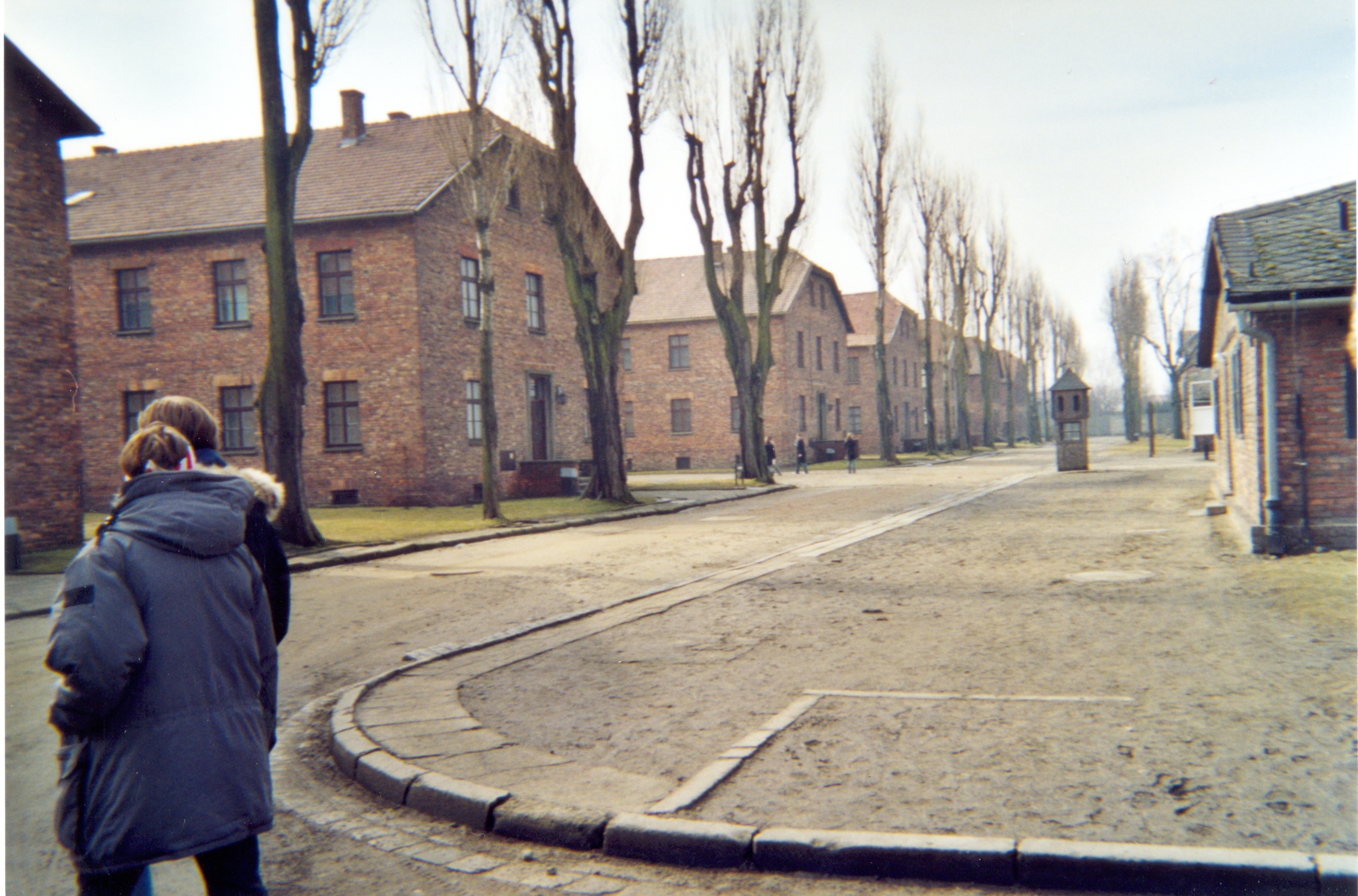
Pierwszy młody Austriak zaczyna pracę w Oświęcimiu pierwszego września 1992

Austriacka Służba Pamięci (niem. Österreichischer Gedenkdienst) – alternatywa dla obowiązkowej służby w wojsku austriackim. Można w niej odbywać służbę zastępczą pracując w instytucjach upamiętniających Holocaust.
Służba Pamięci Gedenkdienst została założona przez Andreasa Maislingera, politologa z Innsbrucku (Tyrol, Austria), którego zainspirował pomysł niemieckiej Akcji Znak Pojednania (niem. Aktion Suehnezeichen). Sam dr Maislinger pracował w ramach tej akcji w Muzeum Auschwitz-Birkenau.
W 1991 r. przez rząd austriacki zostały przyjęte odpowiednie uregulowania prawne i Andreas Maislinger zaczął organizować Gedenkdienst – niezależną, założoną przez rząd fundację. Zamiarem Służby Pamięci jest „ujawnienie oraz podkreślenie austriackiej części zbiorowej odpowiedzialności za Holocaust i odpowiedzialności każdego z nas, aby nie zapomnieć i walczyć aby nigdy więcej” (z przemówienia byłego kanclerza austriackiego, Franza Vranitzkiego, Jerozolima, czerwiec 1993 r.).
Austriacka Służba Pamięci jest międzynarodową organizacją pomagającą fundacjom upamiętniającym Holocaust, wspierającą archiwa i muzea poprzez przydzielanie tymczasowych współpracowników. Od 1992 roku około 100 ochotników (niem. Gedenkdiener) uczestniczyło w programie „Służba Pamięci”; były to przeważnie osoby, które ukończyły dwudziesty rok życia. Pracowały one dla organizacji badających i utrwalających historię Holocaustu, odbywając zastępczą służbę wojskową.
Stowarzyszenie Służby za Granicą (niem. Österreichischer Auslandsdienst) to organizacja autoryzowana przez rząd austriacki, która wysyła ochotników odbywających Służbę Pamięci do organizacji partnerskich na całym świecie.

## Miejsca pracy
Wielka Brytania
- Londyn – The National Yad Vashem Charitable Trust
- Londyn – Institute of Contempory History and Wiener Library

 Bułgaria
- Sofia – Schalom – Organization of the Jews in Bulgaria

 Chiny
- Szanghaj – Centrum Studiów Żydowskich

 Czechy
- Praga – Gmina żydowska

 Francja
- Oradour – Centre de la Mémoire d’Oradour
- Paryż – La Fondation pour la Mémoire de la Déportation

 Izrael
- Jerozolima – Jad Waszem

 Kanada
- Montreal – Holocaust Memorial Centre
- Montreal – Kleinmann Family Foundation

 Niemcy
- Berlin – Muzeum Żydowskie w Berlinie
- Marburg – Terra Tech
- Moringen – dawny obóz koncentracyjny Moringen

 Norwegia
- Oslo – Jodisk Aldersbolig

 Polska
- Kraków – Żydowskie Muzeum Galicja w Krakowie
- Lublin - Państwowe Muzeum na Majdanku
- Oświęcim – Centrum Żydowskie w Oświęcimiu
- Oświęcim – Państwowe Muzeum Auschwitz-Birkenau w Oświęcimiu
- Warszawa - Muzeum Historii Żydów Polskich Polin

 Stany Zjednoczone
- Detroit – Holocaust Memorial Center
- Houston – Holocaust Museum Houston
- Los Angeles – Simon Wiesenthal Center
- Los Angeles – Survivors of the Shoah Visual History Foundation
- Nowy Jork – Museum of Jewish Heritage
- Reno – Center for Holocaust, Genocide & Peace Studies
- Richmond – Virginia Holocaust Museum
- San Francisco – Holocaust Center of Northern California
- St. Petersburg – The Florida Holocaust Museum

 Węgry
- Budapeszt – European Roma Rights Centre (ERRC)

 Włochy
- Como – Istituto di Storia Contemporanea "Pier Amato Perretta" (ISC)
- Mediolan – Centro Di Documentazione Ebraica Contemporanea